# Château de Brécy (Cher)
Pour les articles homonymes, voir château de Brécy.
Le château de Brécy est un château situé dans la commune de Brécy, dans le département français du Cher, dans le Berry. Il est situé dans le bourg de Brécy, place Saint-Firmin. Il est un reliquat d'une importante demeure fortifiée qui existait depuis le début de la féodalité en Berry.

## Historique
Vers 878, a lieu le martyre de Sainte Solange de Bourges : elle est enlevée et conduite, puis décapitée selon la légende, au château de Brécy du Berry par le fils de Bernard, Comte de Poitiers et de Bourges.
Brécy est devenue une forteresse défensive dont la construction s'achève en 1246. Au milieu du XIIIe siècle, vers 1249, elle passe pour près de trois siècles à la maison de Lignières par le mariage de Jeanne de Nemours-Villebéon avec Guillaume IV, le seigneur de Lignières.
En 1460, Charles VII, roi de France, a résidé très souvent au château de Brécy, où il signait les ordonnances royales. En 1529, Brécy passe à la famille de Culan par le mariage de Charles, baron de Culan, avec Gabrielle d'Apcher, héritière de Brécy dans la succession de sa tante Jacqueline de La Queille, l'épouse de Jean Stuart, 6e seigneur d'Aubigny et de La Verrerie.
Du XVIe siècle au milieu du XVIIIe siècle, la terre de Brécy demeura dans la famille de Culan. Jusqu'à la Révolution française, la châtellenie releva du roi, à cause de sa Grosse tour de Bourges.
Entre 1875 et 1900, la remise en état du château désorganise les façades, certaines tours sont dérasées et des fossés comblés.
Un ensemble de bâtiments et de parcelles font l'objet d'une inscription au titre des monuments historiques par arrêté du 22 février 2007 :
- le portail d'entrée, l'avenue du château ;
- les façades et les toitures des deux pavillons qui encadrent l'entrée ainsi que le corps de logis et les constructions qui lui sont adossées, en totalité ;
- les constructions adossées à la courtine sud et la tour médiane, en totalité ;
- les vestiges de l'enceinte et de ses tours donnant sur la rue Charles-VII ;
- les façades et les toitures des bâtiments des écuries et des étables ;
- la chapelle en totalité, avec ses restes de décors peints ;
- la cour du château et la salle souterraine située sous celle-ci.

## Architecture et description

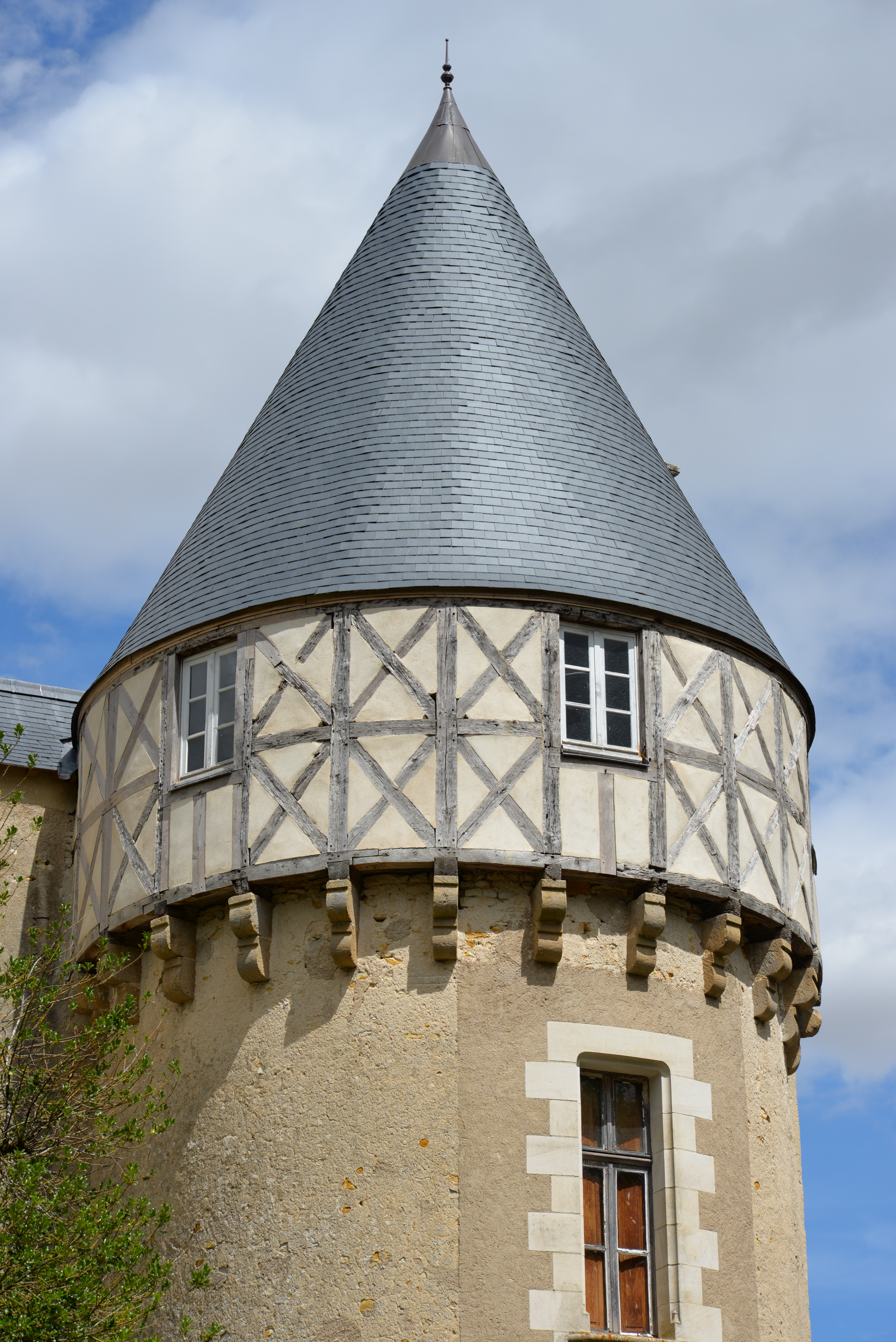
Une des tours saillantes du château de Brécy.

Le tracé de l'enceinte, tel qu'il apparaît encore sur le plan dit « de Trudaine », au milieu du XVIIIe siècle, est représentatif des plans géométriques des châteaux-cours du XIIIe siècle.
L'enceinte polygonale de ce château de plaine prenait une grande importance relativement aux bâtiments qu'elle incluait : logis adossé à la courtine Sud, écuries appuyés sur la courtine Ouest et chapelle dans la cour, près du mur Est.
Des tours cylindriques saillantes, percées d'archères et couronnées de hourds en charpente, surmontaient, pour les commander, les murs droits des courtines couronnées d'un chemin de ronde.
De larges fossés défendaient l'approche du château accessible au Nord par un pont dormant. Le logis, construit sur les fondations de l'ancienne maison forte, a sans doute pour commanditaire la famille de Lignières.
Deux tourelles polygonales dont l'une abrite l'escalier principal, animent la façade sur cour. Des aménagements ont été faits à l'époque classique : des corps de logis se sont appuyés contre le principal corps de logis et la courtine Sud; celle-ci a été percée pour éclairer les pièces dont certaines ont été lambrissées; un portail encadré de pavillon précède l'ancien pont dormant.
Les modernisations successives ont préservé certains témoins du château fort. Brécy a conservé des tours saillantes et des restes de courtines, de murs de soutènement de terrasses et de jardins ainsi qu'une salle souterraine voûtée, sous la cour, à proximité du logis. Il est l'un des rares exemples de château qui révèlent l'existence de trois galeries de circulation superposées dans le mur de courtine.
La tour cylindrique est engagée dans le chemin de circulation sommant la courtine. Sa base est talutée. Des archères-canonnières sont disposées au premier niveau de la tour. Elle est sommée d'un hourd dont les madriers de support sont établis sur des consoles en pierre en trois assisses.

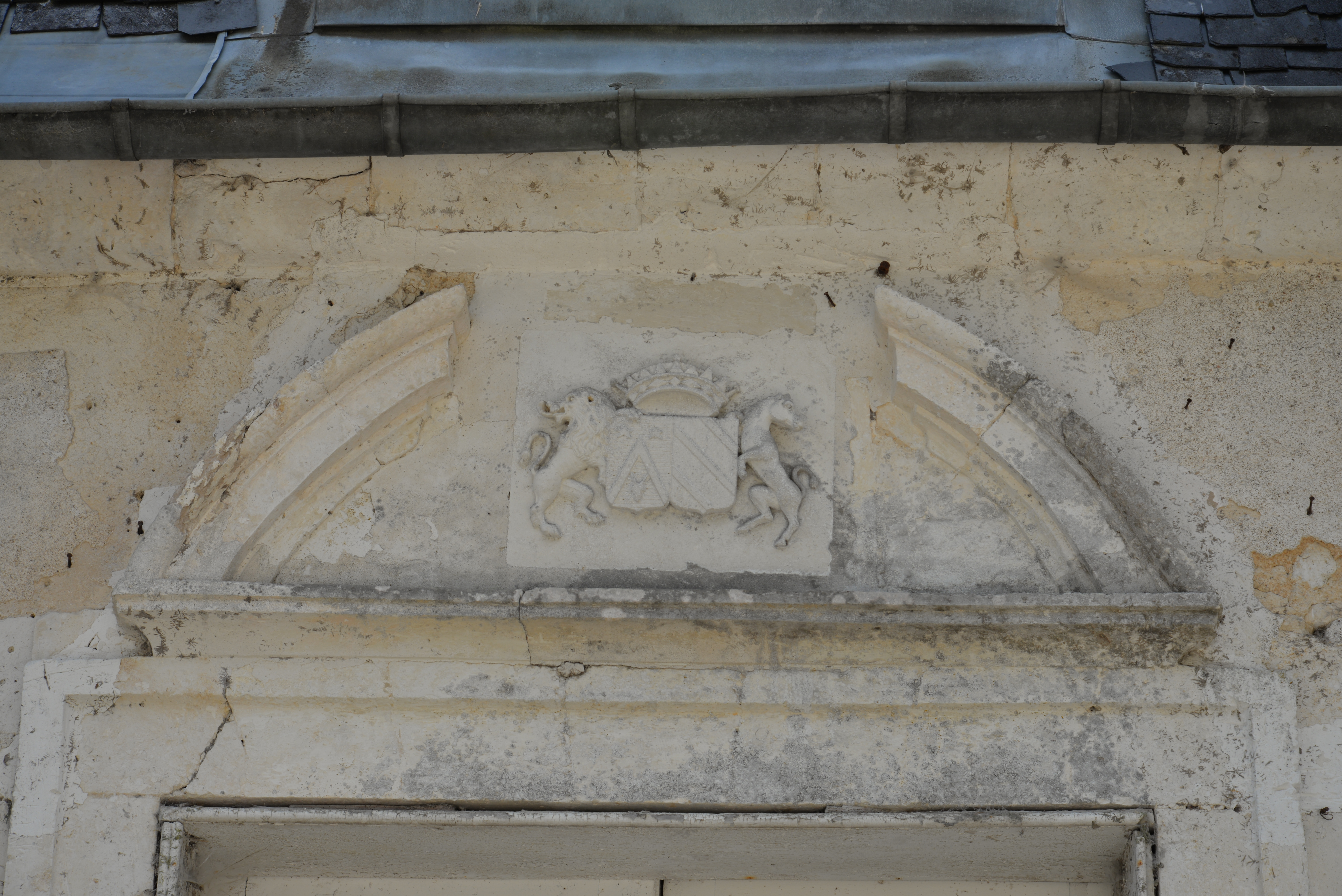
Armes de la famille de Culan.

À l'intérieur du logis, des cheminées du XVe siècle sont encore en place. Celle de la grande salle, aux armes de la famille de Culan, de leurs alliances et de leurs successeurs sur la terre de Brécy, a été restaurée en 1873 par le statuaire berruyer et personnalité érudite Jules Dumoutet.
Les vastes bâtiments des écuries datent du château médiéval. Les planches publiées dans l'ouvrage de Buhot de Kersers en 1875 représentent le château après les restaurations effectuées pour la famille de Villiers. La vue depuis l'est est reproduite ici en filigrane[pas clair].